# 内藤惟人
内藤 惟人（ないとう ゆいと、1992年6月26日 - ）は、東京都出身の音楽家、荷揚げ屋。かつては子役俳優として活動していた。

## 来歴・人物
身長171cm。
子役・俳優時代は舞夢プロに所属していたが、高校生になると同時に一度芸能界から引退。
新キッズ・ウォー2のロケ期間中、元来牛乳が苦手だったこともあり、カルシウム補充手段として撮影時間の合間に煮干しをよく食べていた。
中学時代からアコースティック・ギターを習っていた。
2012年7月より新たに発足したロックバンド「ロットガット」でボーカルを務めるも、同グループは後に解散。2018年11月より他のロットガットの元メンバーも含めた4人でロックバンド「August Fool」を結成し、再度ボーカルを務めている。

## 出演

### テレビドラマ
- ワンダフルライフ（2004年、フジテレビ） - 太田光樹役
- ドラマ30
  - 「ヤ・ク・ソ・ク」（2005年、MBS） - 同級生役
  - 「新キッズ・ウォー」（2005年、CBC） - 矢吹大地役
  - 「新キッズ・ウォー2」（2006年、CBC） - 矢吹大地役

### 映画
- 逆境ナイン（2005年） - サッカー少年役

### CM
- 明星食品「チャルメラ〜日本の食卓〜」
- EPSON「金色のガッシュベル!」（シネアド）
- 積水ハウス「コンサルティングハウジング2004」
- 田宮模型「ダンガンレーサーEVO」

### MV
- See-Saw「君は僕に似ている」
- DEPAPEPE「桜風」

### WEB
- 昔、むかし〜金の鎖〜 - 長男役